# Comuna Ielîseienkove
Ielîseienkove (în ucraineană Єлисеєнкове) este o comună în raionul Sumî, regiunea Sumî, Ucraina, formată din satele Iasenî, Ielîseienkove (reședința), Liubaceve, Moskalivșciîna, Nîkonți și Șapoșnîkove.

## Demografie
Componența lingvistică a comunei Ielîseienkove
     Ucraineană (91,94%)
     Rusă (7,49%)
     Alte limbi (0,27%)
Conform recensământului din 2001, majoritatea populației comunei Ielîseienkove era vorbitoare de ucraineană (91,94%), existând în minoritate și vorbitori de rusă (7,49%).